# Edo (stan)
Edo – stan w południowej części Nigerii.
Edo sąsiaduje ze stanami Delta, Anambra, Kogi i Ondo. Jego stolicą jest Benin. Powstał w 1991 po podziale stanu Bendel na stany Edo i Delta.

## Podział administracyjny
Stan jest podzielony na 18 jednostek samorządu terytorialnego (Obszary Samorządowe – Local Government Areas).
Są to:
| - Akoko-Edo - Egor - Esan-Central - Esan-North-East - Esan-South-East - Esan-West - Etsako-Central - Etsako-East - Etsako-West | - Iguegben - Ikpoba-Okha - Oredo - Orhionmwon - Ovia-North-East - Ovia-South-West - Owan-East - Owan-West - Uhunmwonde |